# يوهانا ويبر
يوهانا ويبر (بالألمانية: Johanna Weber)‏ هي رياضياتية ألمانية، ولدت في 8 أغسطس 1910 في دوسلدورف في ألمانيا، وتوفيت في 6 نوفمبر 2014.